# От (коммуна)
От (фр. Authe) — коммуна во Франции, находится в регионе Шампань — Арденны. Департамент коммуны — Арденны. Входит в состав кантона Ле-Шен. Округ коммуны — Вузье.
Код INSEE коммуны — 08033.
Коммуна расположена приблизительно в 200 км к востоку от Парижа, в 70 км северо-восточнее Шалон-ан-Шампани, в 37 км к югу от Шарлевиль-Мезьера.

## Население
Население коммуны на 2008 год составляло 91 человек.
| 1962 | 1968 | 1975 | 1982 | 1990 | 1999 | 2008 |
| ---- | ---- | ---- | ---- | ---- | ---- | ---- |
| 107  | 125  | 96   | 87   | 83   | 94   | 91   |

## Экономика
В 2007 году среди 53 человек в трудоспособном возрасте (15—64 лет) 43 были экономически активными, 10 — неактивными (показатель активности — 81,1 %, в 1999 году было 55,1 %). Из 43 активных работали 40 человек (21 мужчина и 19 женщин), безработных было 3 (1 мужчина и 2 женщины). Среди 10 неактивных 4 человека были учениками или студентами, 3 — пенсионерами, 3 были неактивными по другим причинам.

## Достопримечательности
- Церковь Сен-Мартен[фр.] (XIV век). Исторический памятник с 1920 года.[3]

## Фотогалерея

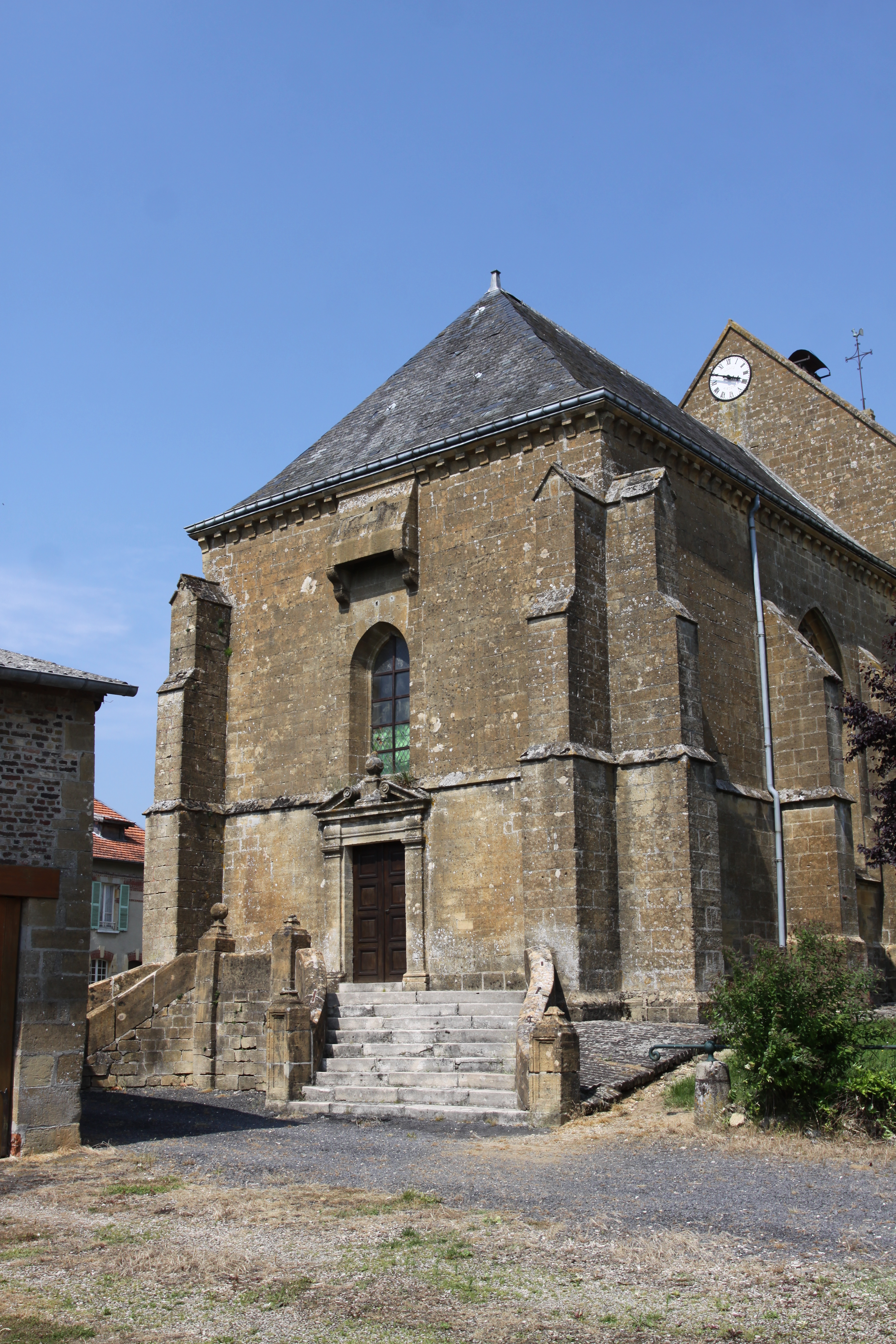
Церковь Сен-Мартен
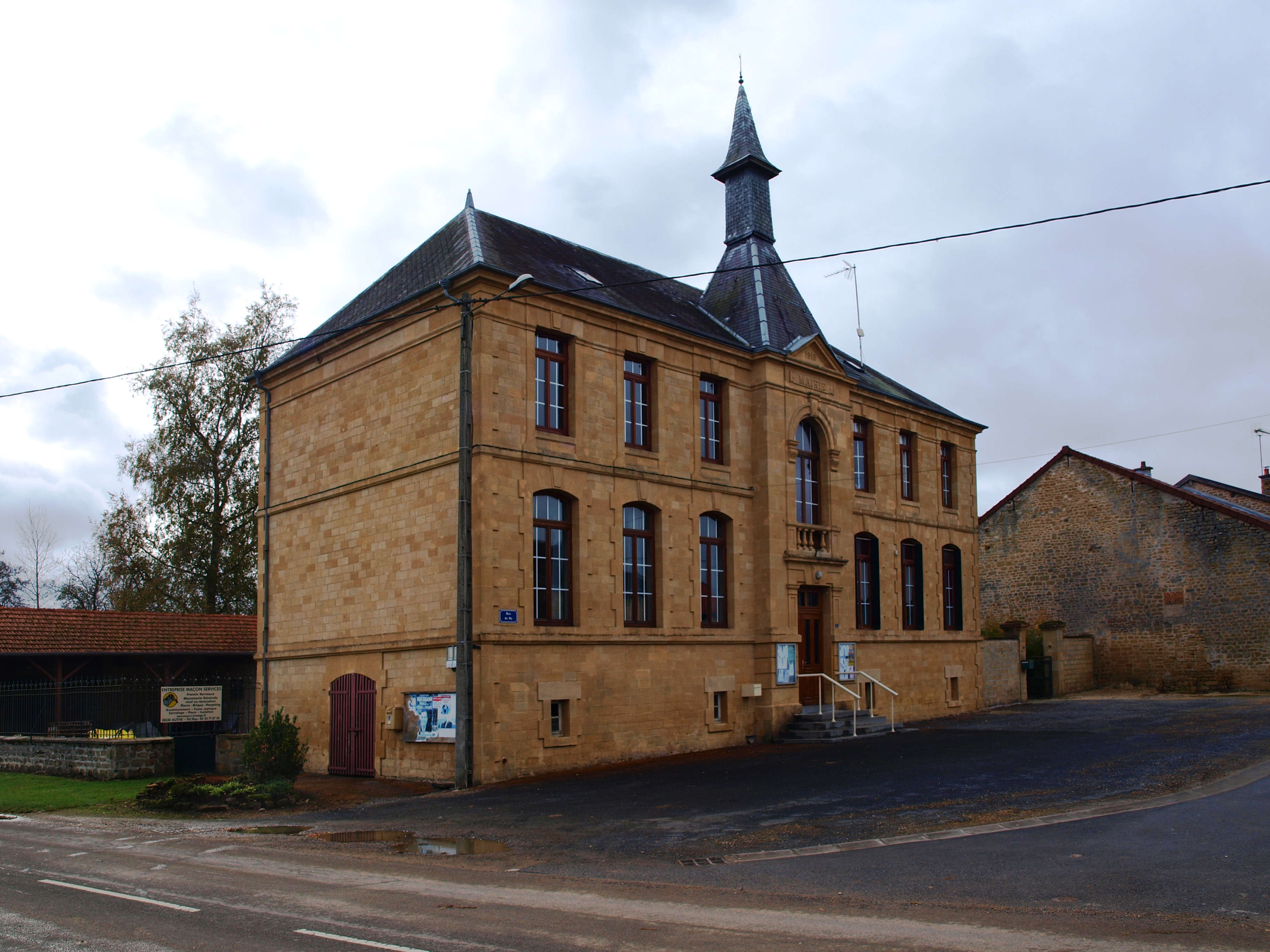
Мэрия
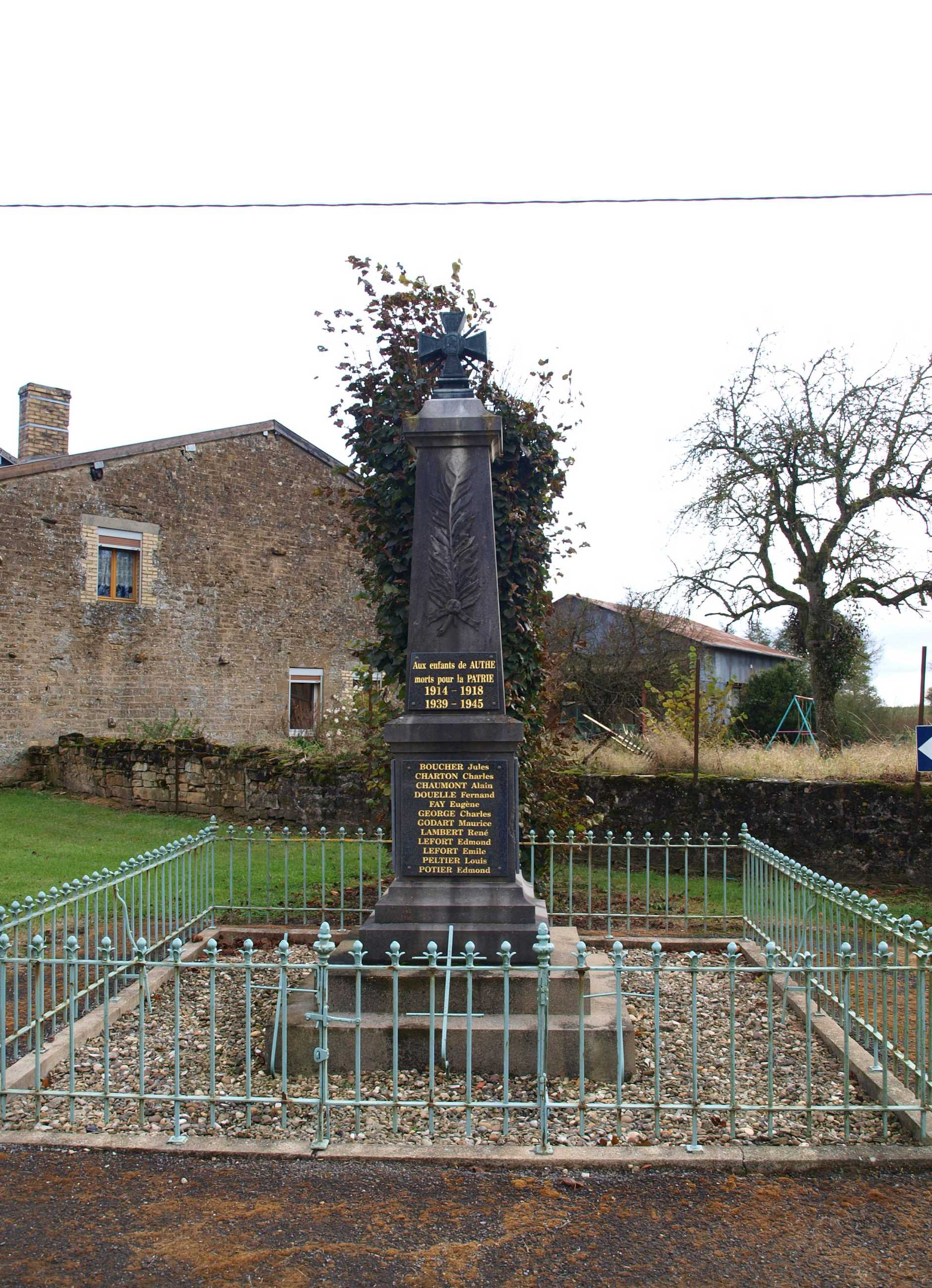
Памятник погибшим в Первой мировой войне
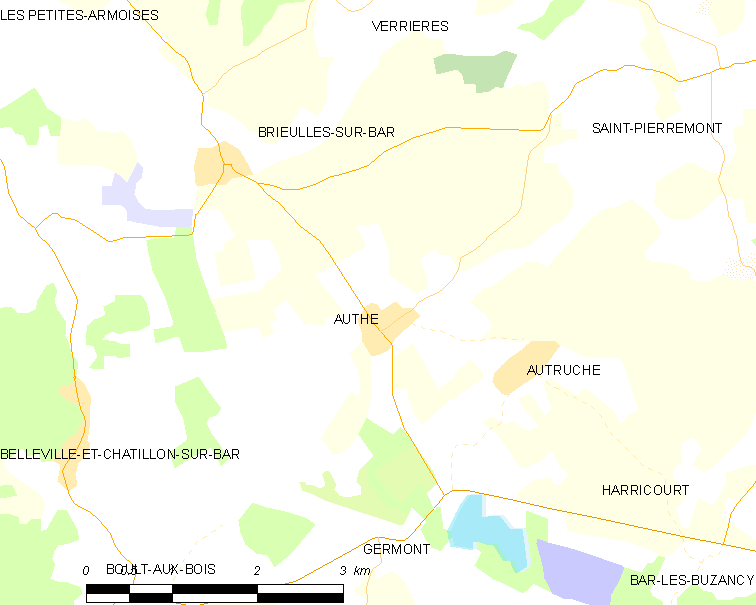
Карта коммуны